# ژیل ساندرز
ژیل ساندرز (فرانسوی: Gilles Sanders‎؛ زادهٔ ۹ اوت ۱۹۶۴) دوچرخه‌سوار اهل فرانسه است.